# Kapembwa Simbao
Kapembwa Simbao (* 10. November 1959) ist Politiker in Sambia.
Kapembwa Simbao ist Ingenieur für Elektrotechnik. Er arbeitete bei ZESCO als Entwicklungsingenieur. Er diente als Stellvertretender Minister in verschiedenen Ressorts. Von 1996 bis 2001 war er Sekretär des Movement for Multi-Party Democracy in Hauptbezirk Luanshya und ging dann nach Mbala, wo er 2005 Vizevorsitzender des MMD wurde.
Kapembwa Simbao ist für den Wahlkreis Senga Hill, ehemals Teil des Distrikts Mbala, in der Nationalversammlung Sambias. Er war Stellvertretender Minister für Wirtschaft, Handel und Industrie, Stellvertretender Minister im Präsidentenbüro, Stellvertretender Gesundheitsminister im Mai 2005, wurde in der Kabinettsumbildung August 2006 stellvertretender Finanzminister, bis er im Oktober 2006 Minister für Arbeit und Versorgung wurde.
Kapembwa Simbao gehört der Kirche der Adventisten an.